# 茲德維日河

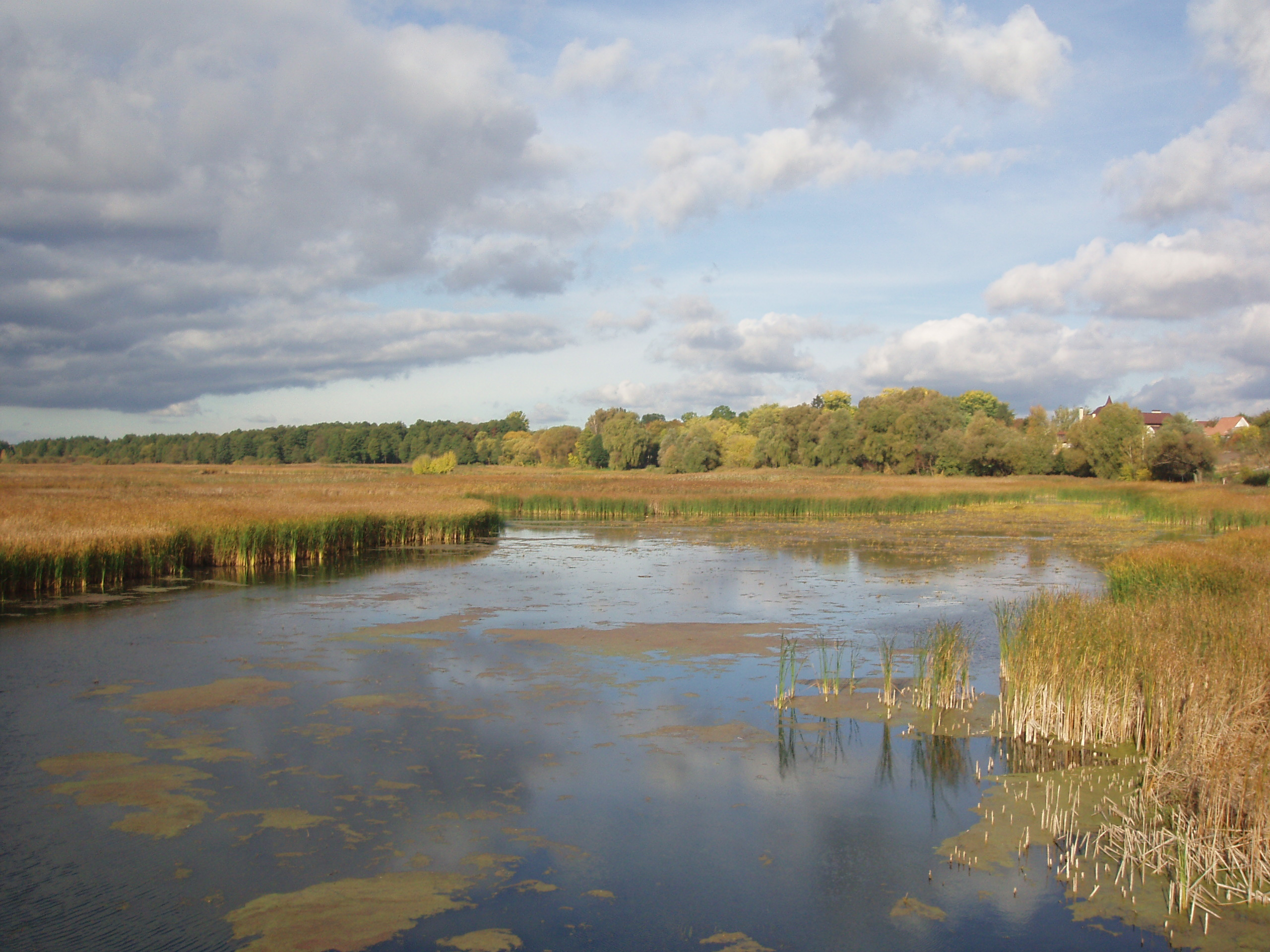

茲德維日河（羅馬化：Zdvyzh）是烏克蘭的河流，位於該國北部日托米爾州，屬於捷捷列夫河的支流，河道全長145公里，流域面積1,775平方公里，該河在十一月至三月期間結冰。